# بنيوية نفسية

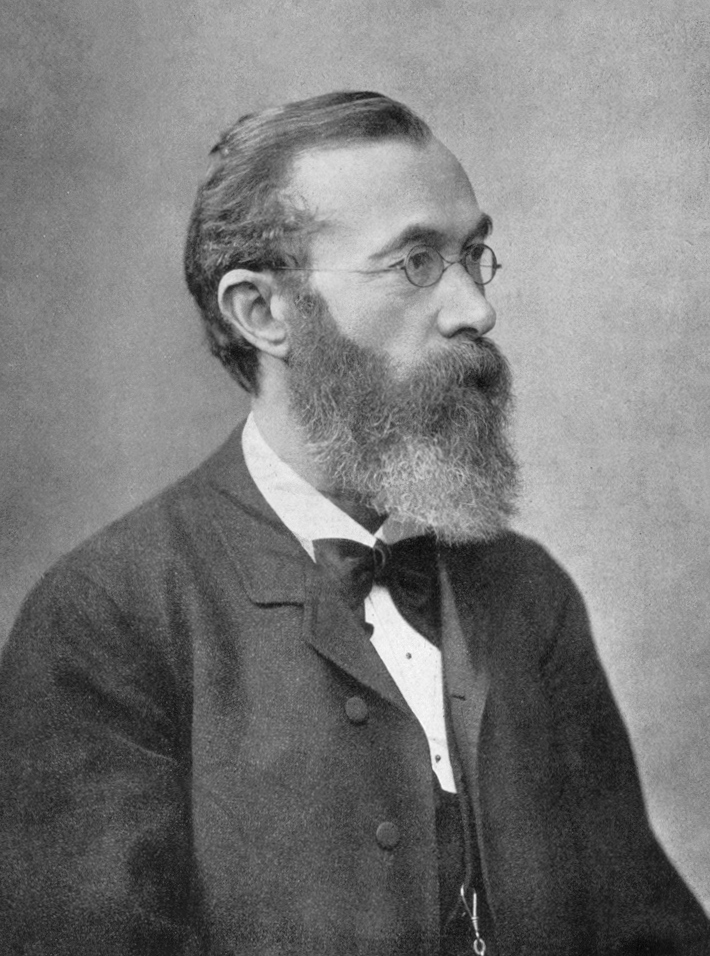

البنيوية النفسية كما تعرف باسم علم النفس البنيوي أيضًا هي نظرية للوعي طورها كل من فيلهلم فونت وتلميذه إدوارد برادفورد تيتشنر. لاقت هذه النظرية تحديًا في القرن العشرين. يُختلف على من يعزى إليه الفضل في العثور على هذا المجال في علم النفس، ولكن المقبول على نطاق واسع أن فونت خلق الأساس الذي توسع فيه تيتشنر. تسعى البنيوية كمدرسة لعلم النفس إلى تحليل العقل البالغ (المجموع الكلي للخبرة منذ الولادة حتى الوقت الحاضر) إلى أبسط المكونات القابلة للتعريف ومن ثم إيجاد كيف تتناسب هذه المكونات معًا لتشكيل خبرات أكثر تعقيدًا وكذلك كيف ترتبط بالأحداث المادية. للقيام بذلك، يستخدم علماء النفس الاستبطان (تأمل النفس) والتقارير الذاتية للأحاسيس والآراء والمشاعر والعواطف...إلخ.

## تيتشنر
يُنسب الفضل إلى إدوارد تيتشنر بجانب فيلهلم فونت في تشكيل نظرية البنيوية. إذ تعتبر أول «مدرسة» في علم النفس. ونظرًا لأنه كان تلميذًا لدى فيلهلم فونت بجامعة لايبزيغ، تأثرت أفكار تيتشنر حيال عمل العقل بشدة بنظرية فونت في الإرادية وأفكاره عن التداعي والإدراك الشعوري (المكونات الفاعلة والمنفعلة لعناصر الوعي تباعًا). حاول تيتشنر تصنيف بنى العقل، مثلما يصنف الكيميائيون عناصر الطبيعة في الطبيعة.

ذكر تيتشنر أن الأحداث الملحوظة فقط تشكل هذا العلم وأن أي تخمينات بخصوص الأحداث التي لا يمكن ملاحظتها لا مكان لها في المجتمع (هذه النظرة تشبه تلك التي عبر عنها إرنست ماخ). كتب تيتشنر في كتابه «علم النفس المذهبي»:
«من الصحيح، مع ذلك، أن الملاحظة هي الأسلوب الفردي والمُلكي للعلم، وأن التجربة التي تعتبر طريقة علمية، ليست سوى ملاحظة محمية ومساعدة».

## العقل والوعي
آمن تيتشنر أن العقل هو الخبرة المتراكمة على مدى الحياة. وآمن بقدرته على فهم التفكير العقلي وبنية العقل إذا ما استطاع تعريف وتصنيف المكونات الأساسية للعقل والقواعد التي تتفاعل بها المكونات.

### الاستبطان
الاستبطان هو الأداة الرئيسية التي استخدمها تيتشنر في محاولة لتحديد المكونات المختلفة للوعي. كتب تيتشنر في كتابه علم النفس المذهبي:
«قد تصبح حالة الوعي التي تعد جوهر علم النفس مسألة معرفة فورية فقط عن طريق الاستبطان أو الوعي بالذات».
وفي كتابه «موجز علم النفس»:
«... في نطاق علم النفس، الاستبطان هو محكمة الاستئناف النهائية والوحيدة، ذلك أن الأدلة النفسية لا يمكن أن تكون غير الأدلة الاستبطانية».
على عكس أسلوب فونت في الاستبطان، كان لدى تيتشنر تعليمات صارمة للغاية في تقرير التحليل الاستبطاني. إذ يُقدَّم المفحوص مع مادة ما، مثل قلم رصاص. ويبلِّغ المفحوص صفات القلم (اللون، الطول...الخ). لن يوجَّه المفحوص إلى الإفصاح عن اسم المادة (القلم) لأن هذا لا يصف البيانات الخام لما يختبره المفحوص. أشار تيتشنر إلى هذه النقطة بخطأ التنبيه.
في ترجمته لعمل فونت، يُظهِر تيتشنر فونت بصفة مؤيد لاستخدام الاستبطان كوسيلة لمراقبة الوعي. لكن في الواقع يوافق الاستبطان نظريات فونت فقط إذا كان المصطلح مستخدمًا للإشارة إلى الأساليب الفيزيائية النفسية.
يعني الاستبطان حرفيًا «النظر للداخل»، لمحاولة وصف ذاكرة الشخص وتصوراته وعملياته المعرفية و/ أو دوافعه.

### عناصر العقل
بدأت نظرية تيتشنر بالسؤال عن ماهية كل عنصر من عناصر العقل. واستخلص من بحثه أن هناك ثلاثة أنواع من عناصر العقل التي تشكل التجربة الواعية: الأحاسيس (عناصر الإدراكات)، الصور (عناصر الأفكار)، والعواطف (عناصر المشاعر والانفعال). يمكن تقسيم هذه العناصر بخصائص كل منها، والتي حصرها بالجودة والكثافة والمدة والوضوح والشدة. يملك كل من الأحاسيس والصور كل هذه الصفات. وبالمقابل، افتقرت العواطف إلى كل من الوضوح والشدة. ويمكن تقسيم الصور والعواطف أكثر إلى مجموعات من الأحاسيس فقط. وبالتالي، باتباع هذه السلسلة من التفكير، كانت كل الأفكار عبارة عن صور بُنيت من الأحاسيس الأولية وعنت أن كل التأمل والأفكار المعقدة يمكن تقسيمها في النهاية إلى الأحاسيس التي يمكنه الحصول عليها من خلال الاستبطان.

### تفاعل العناصر
المسألة الثانية في نظرية تيتشنر حول البنيوية هي مسألة كيفية تمازج عناصر العقل وتفاعلها مع بعضها البعض لتكوين التجربة الواعية. استندت استنتاجاته إلى حد كبير إلى أفكار التداعي. يركز تيتشنر بشكل خاص على قانون الاقتران، وهو افتراض أن فكرة الشيء تميل إلى التسبب بأفكار في أشياء تصاحب الشيء الأصلي عادةً.
رفض تيتشنر مفاهيم فونت حول الإدراك الشعوري والتخليق الإبداعي (العمل التطوعي)، والتي كانت أساس الإرادية لدى فونت. جادل تيتشنر أن الانتباه كان مجرد مظهر من مظاهر خاصية «الوضوح» في الإحساس.

### العلاقة الجسدية والعقلية
بمجرد أن عرّف تيتشنر عناصر العقل وتفاعلاتها، ناقشت نظريته سبب تفاعل العناصر بالطريقة التي تتفاعل بها. وكان تيتشنر مهتمًا على وجه الخصوص بالعلاقة بين التجربة الواعية والعمليات المادية. آمن تيتشنر أن العمليات الوظيفية توفر أساسًا مستمرًا يعطي العمليات النفسية استمرارية لم تكن لتملكها لولاها. لذلك فإن الجهاز العصبي لا يسبب التجربة الواعية، ولكن يمكن استخدامه لشرح بعض ميزات الأحداث العقلية.

## فونت والبنيوية
قاد فيلهلم فونت تلميذه تيتشنر، مؤسس البنيوية، بجامعة لايبزيغ. ذُكر «علم التجربة الفورية» من قبله. هذا يعني ببساطة أن المفاهيم المعقدة يمكن أن تُقام من خلال المعلومات الحسية الأساسية. غالبًا ما يُربط فونت في الأدب الماضي بالبنيوية واستخدام أساليب استبطانية مشابهة. يفرق فونت بوضوح بين الاستبطان الصافي، وهو الملاحظة الذاتية غير البنيوية نسبيًا التي استخدمها الفلاسفة السابقون، والاستبطان التجريبي. يؤمن فونت أن هذا النوع من الاستبطان مقبول بما أنه يستخدم الأدوات المخبرية لتغيير الظروف وجعل نتائج التصورات الداخلية أكثر دقة.
يكمن سبب هذا الأمر في الالتباس في ترجمة كتابات فونت. حين جلب تيتشنر نظريته إلى أمريكا، أحضر معها أيضًا عمل فونت. ترجم تيتشنر هذه الأعمال للجمهور الأمريكي، وبذلك حرّف المعنى الذي أراده فونت. ثم استخدم هذه الترجمة لإظهار أن فونت دعم نظرياته الخاصة. في الواقع، كانت نظرية فونت الأساسية هي النظرية الإرادية النفسية، وهي المذهب القائل إن قوة الإرادة تنظم محتوى العقل نحو عمليات تفكير ذات مستوى أرفع.

## الانتقادات
واجهت البنيوية كمية كبيرة من الانتقاد، لا سيما من مدرسة علم النفس والوظيفية التي تطورت لاحقًا إلى علم نفس البراغماتية (إعادة الاستبطان إلى ممارسات مقبولة من الملاحظة). كان النقد الأساسي للبنيوية هو تركيزها على الاستبطان كوسيلة لاكتساب فهم التجربة الواعية. جادل النقاد بأن التحليل الذاتي لم يكن ممكنًا، لأن الطلاب المستبطنين لا يمكنهم تقدير عمليات أو آليات عملياتهم العقلية الخاصة. وبالتالي أسفر الاستبطان عن نتائج مختلفة اعتمادًا على من كان يستخدمه وما كان يسعى إليه. أشار بعض النقاد أيضًا إلى أن تقنيات الاستبطان تسببت فعليًا باسترجاع الأحداث الماضية (ذاكرة الإحساس) بدلًا من الإحساس نفسه.
رفض اتباع المدرسة السلوكية -وعلى وجه التحديد علماء السلوك المنهجيون- تمامًا اعتبار فكرة التجربة الواعية موضوعًا ذا قيمة في علم النفس، لأنهم اعتقدوا أن موضوع علم النفس العلمي يجب أن يُجرى بشكل صارم وبطريقة موضوعية وقابلة للقياس. ولأن فكرة العقل لا يمكن قياسها بشكل موضوعي، فلم تستحق المزيد من التحقيق. ومع ذلك، تشمل السلوكية الراديكالية التفكير والشعور والأحداث الخاصة في نظريتها وتحليلها لعلم النفس. وتؤمن البنيوية أيضًا أنه يمكن شطر العقل إلى أجزائه الفردية، والتي تكوّن لاحقًا التجربة الواعية. تلقى هذا الأمر أيضًا انتقادات من المدرسة الغشتالتية لعلم النفس، والتي تناقش فكرة أن العقل لا يمكن أن يُقسم إلى عناصر فردية.
إلى جانب الهجمات النظرية، انتُقِدت البنيوية لإقصائها وتجاهلها التطورات الهامة التي تحدث خارج البنيوية. على سبيل المثال، لم تهتم البنيوية بدراسة سلوك الحيوان والشخصية.
وانتُقِد تيتشنر نفسه لعدم استخدام علم النفس الخاص به للمساعدة في الإجابة عن المشاكل العملية. بدلًا من ذلك، كان تيتشنر مهتمًا بالسعي إلى المعرفة الصافية التي كانت بالنسبة إليه أكثر أهمية من القضايا المبتذلة.

## البدائل
إحدى النظريات البديلة للبنيوية، والتي اعتبرها تيتشنر مسيئة، هي الوظيفية (علم النفس الوظيفي). طُورت الوظيفية من قبل ويليام جيمس كنظرية معاكسة للبنيوية. وشددت على أهمية التفكير التجريبي والمنطقي في الفلسفة الاختبارية وفلسفة المحاولة والخطأ. شمل جيمس في نظريته الاستبطان (أي دراسة عالم النفس لحالته العقلية الخاصة)، وشمل أيضًا أشياء مثل التحليل (أي النقد المنطقي للسلائف ووجهات النظر المعاصرة للعقل) أو التجربة (على سبيل المثال، في التنويم المغناطيسي أو علم الأعصاب)، والمقارنة (أي استخدام الأدوات الإحصائية لتمييز المعايير عن الحالات الشاذة) التي أعطتها نوعًا من التفوق. اختلفت الوظيفية أيضًا في تركيزها على مدى فائدة بعض العمليات في الدماغ على البيئة التي يكون فيها الفرد، وليس على العمليات والتفاصيل الأخرى كما في البنيوية.

## البنيوية المعاصرة
لا يزال الباحثون يعملون على تقديم نُهج تجريبية موضوعية لقياس التجربة الواعية، خاصة في مجال علم النفس المعرفي وهم يقومون من نواحٍ بحمل شعلة أفكار تيتشنر. وهي تعمل على نفس النوع من المسائل مثل الأحاسيس والتصورات. في يومنا هذا، تنفذ المنهجيات الاستبطانية ضمن ظروف مضبوطة بشدة، ومفهومة على أنها ذاتية وارتجاعية. يجادل المؤيدون لها بأن علم النفس لا يزال قادرًا على الحصول على معلومات مفيدة باستخدام الاستبطان في هذه الحالة.